# Schlacht bei Kousséri
Die Schlacht von Kousséri war der Endpunkt des französischen Versuchs, die Region von Chari-Baguirmi im heutigen Tschad unter ihre Kontrolle zu bringen. An der Jahreswende 1899/1900 entsandte Frankreich drei getrennt marschierende Kolonnen in das Gebiet; eine Kolonne rückte von Süden vom Kongo her vor, eine von Westen vom Niger aus und eine von Norden, aus Algerien kommend.
Der Plan war, die französischen Kolonien in Afrika zu verbinden und endgültig zu befrieden. Die Kolonnen trafen sich am 21. April 1900 am rechten Ufer des Schari im heutigen Tschad, gegenüber Kousséri im heutigen Kamerun.
Der sudanesische Regionalherrscher Rabih az-Zubayr kontrollierte diese Region mit einer Streitkraft von ca. 10.000 Infanteristen und Kavalleristen, von denen aber nur 400 Hinterladergewehre besaßen.

## Vorgeschichte
Im Jahr 1899 empfing der Rabih in Dikoa den französischen Abgesandten Ferdinand de Béhagle. Dieser wurde vom Rabih gefangen genommen, als die Gespräche nicht nach dessen Wünschen verliefen. Am 17. Juli 1899 wurde die Kolonne des Leutnants Bretonnet bei Togbao komplett aufgerieben und es wurden drei Kanonen erbeutet. Der Rabih ordnete als zusätzliche Maßnahme das Henken von de Béhagle an.
Die Kolonne unter Émile Gentil, aus Gabun mit Unterstützung des Dampfbootes „Leon Blot“ vorrückend, wurde vom Rabih bei Kouno zurückgeschlagen. Trotz der Verluste konnte die Kolonne wieder marschfähig gemacht werden und sie rückte auf Kousséri vor, sich dabei mit der aus Algerien kommenden Kolonne unter dem Befehl von Amédée-François Lamy und den Resten der Mission Voulet-Chanoine unter dem Kommando Joalland-Meyniers vereinigend. Lamy übernahm als ranghöchster Offizier das Kommando.

## Schlachtverlauf
Das Treffen fand am 22. April 1900 statt. Die französische Streitmacht bestand aus 700 Senegalschützen, 600 Infanteristen und 200 Kavalleristen der dem Rabih feindlich gesinnten lokalen Bagirmis. Diese Truppe bewegte sich von Kousséri aus auf das nahegelegene Lager des Rabih zu und umfasste es von drei Seiten, nur die Flussseite freilassend. In dem Gefecht zur Einnahme des Lagers wurde Lamy getötet, als die Truppen des Rabih einen Ausfall unternahmen. Dieser Ausfall konnte den Verlust der Schlacht für den Rabih nicht verhindern, er floh und wurde beim Überqueren des Schari von nachsetzenden Senegalschützen getötet.

## Bedeutung
Im Ergebnis der Schlacht von Kousséri war die komplette Eroberung des französischen Kolonialterritoriums abgeschlossen, die in der Berliner Konferenz Frankreich zugesprochenen Gebiete befanden sich nun unter effektiver Kontrolle.